# 三遊亭圓左 (4代目)
四代目 三遊亭 圓左（さんゆうてい えんさ、本名：山下 守、1943年〈昭和18年〉5月15日 - 1989年〈平成元年〉2月13日）は元落語家。出囃子は『桑名の殿様』。

## 経歴
1943年5月15日、熊本県天草郡大矢野町に生まれる。1966年、落語家になるため家出するも京都で警官に補導され、翌年落語家になるべく再び上京。
1968年12月、四代目三遊亭圓馬に入門し三遊亭富太馬を名乗る。
1973年4月、二ツ目昇進し笑馬に改名。
1984年4月、三遊亭左圓馬、三代目三遊亭小圓右、三遊亭左遊、桂南治と共に真打昇進し、四代目三遊亭圓左襲名。
1989年2月13日、肝臓がんのため死去。45歳没。

## 芸歴
- 1968年12月 - 四代目三遊亭圓馬に入門、「富太馬」を名乗る。
- 1973年4月 - 二ツ目昇進、「笑馬」に改名。
- 1984年4月 - 「圓左」を襲名。
- 1989年2月13日 - 肝臓がんのため死去。

## 人物
『むこ養子』『かまぼこ屋』などの古典の要素を取り入れた新作を演じた。